# Aldila Sutjiadi
Aldila Sutjiadi (n. 2 mai 1995, Jakarta, Indonezia) este o jucătoare profesionistă indoneziană de tenis, specializată în jocul de dublu. Cea mai bună clasare a sa la dublu este locul 29  mondial, în aprilie 2023. A câștigat 3 titluri la dublu pe circuitul WTA și 2 titluri la dublu pe circuitul WTA Challenger, precum și 1 titlu la simplu și 15 titluri la dublu pe circuitul feminin ITF. În prezent, este cea mai bine clasată jucătoare indoneziană de tenis la dublu în circuitul WTA.